# Ken Barlow (Coronation Street)

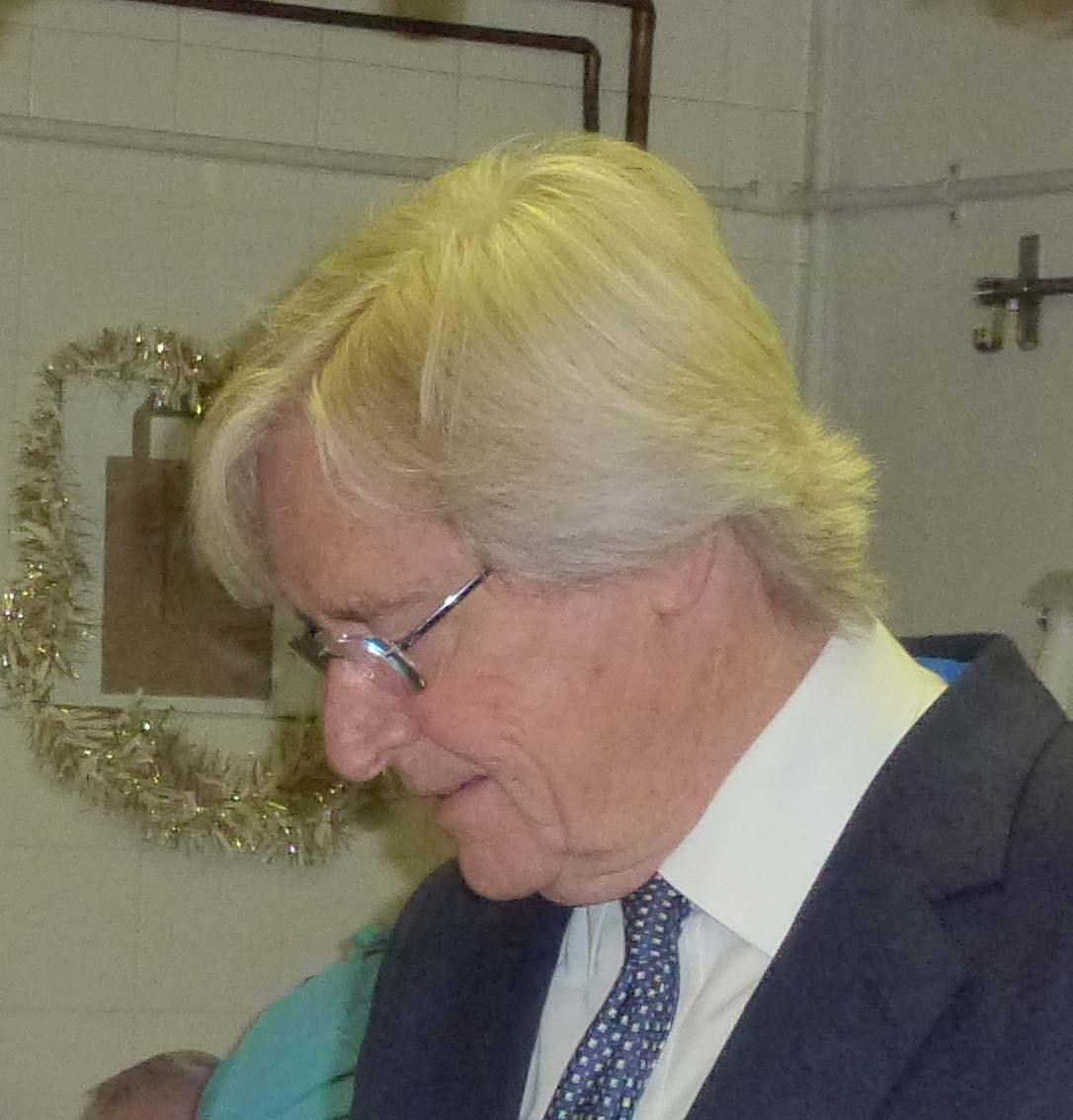
Foto de Ken Barlow

Kenneth "Ken" Barlow, es un personaje ficticio de la serie de televisión británica Coronation Street, interpretado por el actor William Roache desde el 9 de diciembre de 1960, hasta ahora.